# Toki no Tabibito: Time Stranger
Toki no Tabibito: Time Stranger (時空の旅人 -Time Stranger-?) es una película animada basada en la novela de Taku Mayumura. Realizada por los estudios Madhouse y dirigida por Mori Masaki, el film fue estrenado en Japón el 20 de diciembre de 1986 y distribuida por Kadokawa Shoten y Toho. Los protagonistas fueron diseñados por Moto Hagio.
La película fue adaptada al juego homónimo para FAMICOM por Kemco y fue lanzada el 26 de diciembre de 1986.